# Municipio de Colotlán
El municipio de Colotlán está ubicado en la región norte del estado de Jalisco, en México. El municipio cubre un área de aproximadamente 505 kilómetros cuadrados  y queda ubicado en las coordenadas 22°12′N 103°18′O / 22.200, -103.300, a una altitud de 1720 metros sobre el nivel del mar.
Colotlán limita al suroeste con Jalisco cerca de las riveras del arroyo también al noroeste y el sureste con el estado de Zacatecas y al suroeste con el municipio de Totatiche.

## Historia
El nombre Colotlán significa "lugar de alacranes" en Náhuatl. Antes de su conquista española la región estaba habitada por varios grupos indígenas tal como los colotlecos, tepecanos (tepehuanes), guachichiles, chilaquiles, zapotanos, nayaritis y zacatecas (grupos nómadas a quienes los españoles y mexicas referían como chichimecas). Estos grupos que se agrupaban en el Señorío de Colotlan que estaban en un estado de guerra continua con los caxcanes que habitaban la región al sur. Los primeros españoles de llegar a la región en 1530 llegaron bajo la dirección del capitán Pedro Almíndez Chirino, quien reportó que la región quedaba básicamente inhabitada. Las atrocidades de las expediciones enviadas a la región por Nuño Beltrán de Guzmán llevaron a un cacique indígena de la región llamado Zacatecas a aliar los varios grupos indígenas para resistir la incursión española en la Guerra del Mixtón en 1540 refugiándose principalmente en el cerro de hoy conocido como de "Cerro de Santiago" y así poder visualizar el territorio el cual comenzaban a ocupar los colonizadores.
En 1546, el gobernador de la Nueva Galicia, Cristóbal de Oñate mandó a Juan de Tolosa a la región y este hombre pudo convencer a los grupos indígenas locales de aceptar la presencia militar de la Corona Española y evangelización, otorgando regalos extravagantes a sus líderes.
El 12 de noviembre de 1810, Marcos Escobedo (indígena que habitaba en el barrio de Tlaxcala) se pronuncia a favor de la independencia poniéndose a las órdenes de Miguel Hidalgo.
Meses más tarde, en enero de 1811, Francisco del Real y Sinforoso Gallegos toman la plaza de Colotlán posteriormente fueron acorralados por Marcos Escobedo, suscitándose después un incendio.
El 27 de marzo de 1824 el poblado de Colotlán quedó constituido en uno de los 26 departamentos en que se dividió provisionalmente al estado de Jalisco, concediéndole la categoría de Villa. Para 1825 era cabecera del Octavo Cantón y el 8 de abril de 1844 se estableció como Ayuntamiento. Por decreto en 1833 se le concedió título de ciudad a la antes villa de Colotlán (Instituto de Información Estadística y Geográfica de Jalisco).

## Población
En el 2020, el municipio de Colotlán contaba con una población de 19 689 habitantes,  (según resultados del censo del INEGI 2020). El 76.8 % de la población (15 129) vivían en la cabecera municipal de Colotlán y el resto en localidades rurales. El 51.8 % de la población municipal (10 207) correspondía a personas del sexo femenino y 48.2% restante (9482) del sexo masculino. Las cinco localidades con mayor población eran: Santiago Tlatelolco (355 habitantes), El Epazote (292), Canoas de Arriba (231), El Carrizal (203) y Dolores (188).

### Localidades
En el censo de 2020 el municipio de Colotlán contaba con 68 localidades.
| Código INEGI      | Localidad         | Población (2020) |
| ----------------- | ----------------- | ---------------- |
| 140250001         | Colotlán          | 15 129           |
| 140250196         | Las Golondrinas   | 1 107            |
| Otras localidades | Otras localidades | 3 453            |
| Total municipal   | Total municipal   | 19 689           |

### Delegaciones y agencias municipales
Colotlán cuenta con 54 localidades de las cuales tres son catalogadas como delegaciones municipales: Santiago Tlatelolco (355 habitantes), El Refugio (301 habitantes divididos en tres barrios: San Francisco, Jalisco y San Rafael) y El Carrizal (203 habitantes). Además cuenta con agencias municipales como El Epazote (292 habitantes), Dolores (188 habitantes, Agua Gorda (107 habitantes), El Saucillo de los Pérez (170 habitantes), San Nicolás (151 habitantes), Tulimic de Guadalupe (60 habitantes), Casallanta (74 habitantes), El Sauz Tostado (85 habitantes), Ciénaga de los Alejo (70 habitantes), Los Aguajes (55 habitantes), Tulimic del Rosario (52 habitantes), Mesa de Flores (95 habitantes), El Cerro o Cerrito Verde (109), La Boquilla de los Pérez (80), San Antonio de las Lajas (63), entre otros.

## Migración
El índice de intensidad migratoria se ubicó en 60.86 lo que representa un grado de intensidad migratoria alto.

## Pobreza por carencia social
Respecto a las carencias sociales en 2020, destaca que el indicador de carencia por acceso a la seguridad social es el acceso a la seguridad social, con un 73.2 por ciento, que en términos absolutos representa 12,762 habitantes. En contraste, el que menos proporción de población presentó fue el de calidad y espacios de la vivienda, con el 2.8 por ciento. Otros indicadores como acceso a servicios de salud, rezago educativo, acceso a la alimentación, acceso a los servicios básicas de la vivienda, así como calidad y espacio de la vivienda, se ubicaron en 30, 15, 11, 5 y 2 por ciento siguiendo el orden.

## Infraestructura
El municipio cuenta con 16 servicios públicos, de los cuales destacan 52 escuelas, seguido de 22 templos y centros de asistencia con 11.

### Salud
De acuerdo con los registros de la secretaría de salud, en el municipio se encuentran 19 unidades de servicio de salud como lo son consultorios, hospitales generales y especializados, oficinas administrativas, farmacias, laboratorios, unidades de medicina familiar, de especialidades médicas y móviles. De las cuales 16 corresponden a la Secretaría de Salud (SSJ), 1 unidad de salud es del Instituto Mexicano del Seguro Social (IMSS) y 1 módulo del Instituto de Seguridad y Servicios Sociales para los Trabajadores del Estado (ISSSTE)

## Economía y empleo

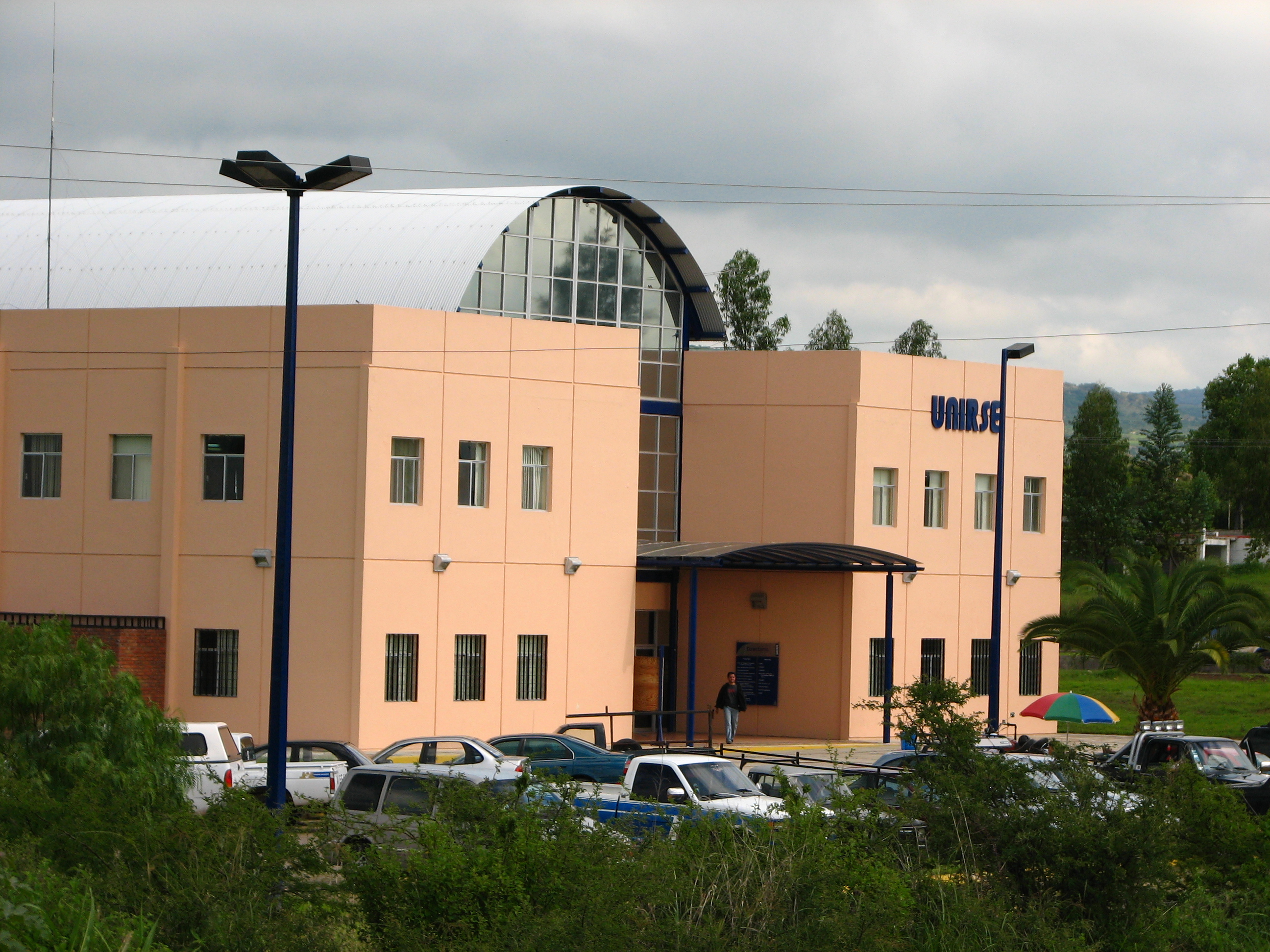
Centro UNIRSE.

Conforme a la información del Directorio Estadístico Nacional de Unidades Económicas (DENUE) de INEGI, el municipio de Colotlán cuenta con 1,508 unidades económicas al mes de mayo de 2024 y su distribución por sectores revela un predominio de establecimientos dedicados a Servicios, siendo estos el 40.58% del total en el municipio.

### Empleo
Para junio de 2024 el IMSS reportó un total de 1,420 trabajadores asegurados, lo que representó para el municipio de Colotlán un incremento anual de 812 trabajadores en comparación con el mismo mes de 2023, debido al alza del registro de empleo formal de algunos de sus grupos económicos principalmente el de Servicios de alojamiento temporal. En función de los registros del IMSS el grupo económico que más empleos presentó dentro del municipio de Colotlán fue el de Servicios de alojamiento temporal, ya que en junio de 2024 registró un total de 644 trabajadores concentrando el 45.35% del total de asegurados en el municipio. El segundo grupo económico con más trabajadores asegurados fue el de Compraventa de alimentos, bebidas y productos del tabaco, que para junio de 2024 registró 141 trabajadores asegurados que representan el 9.93% del total de trabajadores asegurados a dicha fecha. El tercer sector más importante es el del servicios profesionales y técnicos con 7.6% de trabajadores asegurados.

## Educación
Colotlán es sede del Centro Universitario del Norte (CUNORTE), unidad académica de la Red Universitaria estatal que ofrece educación de nivel superior y posgrados a la región norte de Jalisco y sur de Zacatecas. Actualmente en el CUNORTE se imparten las siguientes licenciaturas:  
- Abogado
- Licenciatura en Administración
- Licenciatura en Agronegocios
- Licenciatura en Antropología
- Licenciatura en Contaduría Pública
- Licenciatura en Enfermería
- Licenciatura en Ingeniería en Electrónica y Computación
- Licenciatura en Ingeniería en Mecánica Eléctrica
- Licenciatura en Nutrición
- Licenciatura en Psicología
- Licenciatura en Turismo
- Licenciatura en Educación

Además, el área de Posgrado se imparten cuatro maestrías y un doctorado:
- Maestría en Administración de Negocios
- Maestría en Derecho
- Maestría en Salud Pública
- Maestría en Tecnologías para el Aprendizaje
- Doctorado en Educación

En Colotlán también podemos encontrar la Escuela Normal Experimental de Colotlán (ENECO), Donde se han formado profesores de educación primaria y preescolar.

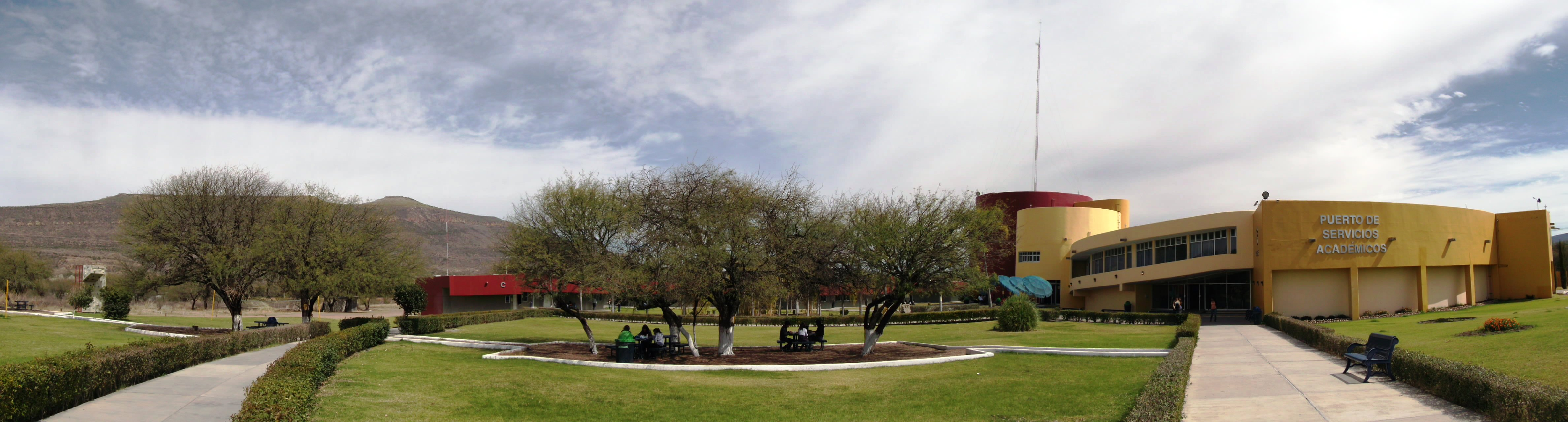
Campus de Colotlán. Centro Universitario del Norte de la Universidad de Guadalajara

## Medio físico
El 42.5% del municipio tiene terrenos planos, existiendo estribaciones de la sierra El Carrizo y la mesa del Peñasco Prieto; al poniente se encuentran el cerro del Mirador, cerro de las Peñas y El Peñasco Andino; al oriente y suroeste se encuentran los cerros: El Chichimeco y La Boquilla y al sur están las estribaciones del Pichón. La roca predominante es la extrusiva ácida (53.7%) se trata de rocas ígneas de origen volcánico vertido a la superficie a través de fisuras o volcanes y El suelo predominante es el luvisol (56.9%), se caracteriza por la acumulación de arcilla, son suelos rojos o amarillentos, destinados principalmente a la agricultura con rendimientos moderados y alta susceptibilidad a la erosión. La selva (33.6%) es el uso de suelo dominante en el municipio.

### Hidrografía
Los tipos de recursos hídricos del municipio están constituidos por aguas subterráneas, ríos y lagos. El territorio está ubicado dentro de 5 acuíferos de los cuales el 1.3 % no tienen disponibilidad y el 98.7 % se encuentra con disponibilidad de agua subterránea.
El territorio municipal está dentro de las cuencas Presa El Chique, Río Bolaños 1, Río Tepetongo, Río Tlaltenango de las cuales el 100.0 % tienen disponibilidad y el 0.0 % presentan déficit de disponibilidad de agua superficial.
Sus recursos hidrológicos son proporcionados por los ríos: Jerez, Colotlán y Cartagena. Los Principales arroyos son: Chichoca, Agua Caliente, El Refugio, San Pedro y Epazote. Cuenta con la presa de Los Pérez y las lagunas: Grande, El Sauz y Carrizalillo.

### Clima, temperatura y precipitación
La mayor parte del municipio de Colotlán (75.3%) tiene clima semicálido semihúmedo. La temperatura media anual es de 18.3 °C, mientras que sus máximas y mínimas promedio oscilan entre 31.3 °C y 6.3 °C respectivamente. La precipitación media anual es de 717 mm. El régimen de lluvias se registra en junio y julio. El promedio anual de días con heladas es de 22,5. Los vientos dominantes son en dirección del suroeste.

### Vegetación y flora
Su vegetación es principalmente boscosa encontrándose especies como: pino y encino, además de existir matorrales subtropicales como: epome, pitayo, huizache y papelillo. También es posible encontrar árboles como el ochote (ozote), mezquite y colorin.

### Fauna
La ardilla, el coyote, el armadillo, el conejo, el tlacuache, al igual que víboras de cascabel son algunas de las especies de animales que habitan esta región y son fáciles de encontrar en el cerro de San Nicolás y Santiago.

## Áreas naturales protegidas
Colotlán alberga 1 área natural protegida con una superficie de 9,601.66 hectáreas (ha) lo que representa el 14.0 % de todo el territorio municipal. Además, se cuenta con 0.1 % de humedales. El ANP lleva por nombre Cuenca Alimentadora del Distrito Nacional de Riego 043, Nayarit.

## Sequía
A nivel municipal la sequía excepcional es la que tiene una mayor distribución con un 48.4 %. La sequía extrema representó el 28 % del territorio y territorio sin presentar sequía con un 21%.

## Índice de desarrollo municipal (IDM)
Colotlán obtiene un desarrollo institucional Bajo con un IDM-I de 54.7.

## Promedio mensual de carpetas de investigación
Durante el periodo de junio 2023 a mayo de 2024, se abrieron un total de 263 carpetas de investigación con un promedio mensual de 22 carpetas abiertas en donde el delito más investigado fue el de la violencia familiar.

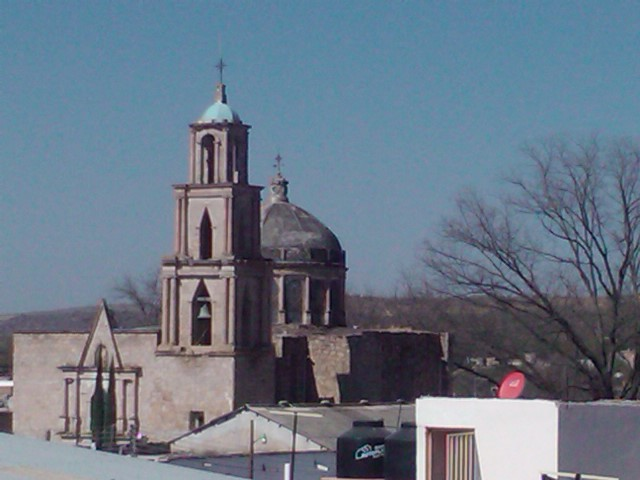
Templo de San Nicolás

## Política

### Presidentes municipales
| Presidente municipal           | Período               | Partido político | Notas                              |
| Javier Ávila Mares             | 01-01-1983–31-12-1985 | PRI              |                                    |
| Renato Haro Ortega             | 01-01-1986–31-12-1988 | PRI              |                                    |
| Felipe Valdez Pacheco          | 1989–1992             | PRI              |                                    |
| José de Jesús Alejo Mayorga    | 1992–1995             | PAN              |                                    |
| Adolfo Pinedo Martínez         | 1995–1997             | PAN              |                                    |
| José de Jesús Alejo Mayorga    | 01-01-1998–31-12-2000 | PAN              |                                    |
| Osbaldo Leaños Medina          | 01-01-2001–31-12-2003 | PRI              |                                    |
| José Luis Carrillo Sandoval    | 01-01-2004–31-12-2006 | PAN              |                                    |
| Enrique Álvarez de la Torre    | 01-01-2007–2009       | PAN              |                                    |
| José Julián Quezada Santoyo    | 2009                  | PAN              | Interino                           |
| Enrique Álvarez de la Torre    | 2009                  | PAN              | Reasumió                           |
| José Luis Carrillo Sandoval    | 01-01-2010–30-09-2012 | PAN              |                                    |
| José de Jesús Navarro Cárdenas | 01-10-2012–30-09-2015 | PRI PVEM         | Coalición "Compromiso por Jalisco" |
| Armando Pinedo Martínez        | 01-10-2015–30-09-2018 | PAN              |                                    |
| Jorge Alonso Arellano Gándara  | 01-10-2018–30-09-2021 | PAN PRD MC       |                                    |
| José Julián Quezada Santoyo    | 01-10-2021–           | MC               |                                    |